# 孛羅帖木兒 (高昌人)
孛罗帖木儿（？—1352年），元朝高昌畏兀儿人，字国宾。
孛罗帖木儿由宿卫补官，转任江东廉访副使，为襄阳路达鲁花赤。至正十一年（1351年），孛罗帖木儿参与镇压汝州、颍州田端子领导的红巾军。次年，襄阳被义军攻下后，他领兵退至监利县。转战石首、潜江，后被义军活捉，处死。

## 延伸阅读
[在维基数据编辑]
 《元史/卷195》，出自宋濂《元史》
 《新元史/卷231》，出自柯劭忞《新元史》